# Eulasiona nigra
Eulasiona nigra là một loài ruồi trong họ Tachinidae.